# Mohammad Sayeed

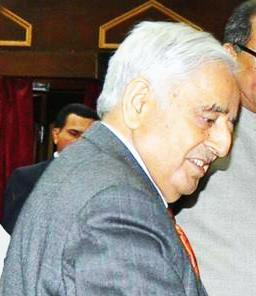
Mohammad Sayeed, 2015

Mufti Mohammad Sayeed (Kashmiri: مفتی محمد سید / मुफ़्ती मुहम्मद सईद; * 12. Januar 1936 in Bijbehara; † 7. Januar 2016 in Neu-Delhi) war ein indischer Politiker und seit dem 1. März 2015 Chief Minister des Bundesstaats Jammu und Kashmir.

## Werdegang
Mohammed Sayeed wurde 1936 im damaligen Fürstenstaat Kaschmir in Britisch-Indien geboren. Er besuchte das S. P. College in Srinagar und studierte anschließend an der Aligarh Muslim University Rechtswissenschaften und arabische Geschichte. Danach war er als Rechtsanwalt in Anantnag in Jammu und Kashmir tätig. Ende der 1950er Jahre wurde er politisch aktiv und schloss sich der Democratic National Conference, einer kleinen linksgerichteten politischen Splittergruppe, die von Ghulam Mohammed Sadiq 1957 gegründet worden war, an. Später wechselte er zur Kongresspartei und wurde Führer der Kongresspartei-Fraktion im Legislative Council, dem Oberhaus, von Jammu und Kashmir. 1971 wurde er Minister in der Kongresspartei-geführten Regierung von Jammu und Kashmir. Die folgenden Wahlen in Jammu und Kashmir wurden allerdings durch die Jammu & Kashmir National Conference (JKNC) gewonnen. Bei dem durch Indira Gandhi betriebenen Sturz der kaschmirischen Regierung unter Farooq Abdullah (JKNC) 1984 spielte Sayeed eine Schlüsselrolle. 1986 wurde Sayeed durch Premierminister Rajiv Gandhi zum indischen Minister für Tourismus und Zivilluftfahrt ernannt. Nach der Einigung zwischen Rajiv Gandhi und Farooq Abdullah, die zu einem Wahlbündnis der Kongresspartei mit der JKNC führte, und den anschließenden Wahlen in Jammu und Kashmir 1987, bei denen Vorwürfe von massiver Wahlfälschung laut wurden, trat Sayeed vom Ministeramt zurück und schloss sich der 1987 von V. P. Singh gegründeten Jan Morcha an, die wiederum 1988 in der neu gegründeten Janata Dal aufging. Die indische Parlamentswahl 1989 wurde durch die Janata Dal gewonnen und Sayeed amtierte von November 1989 bis Dezember 1990 als indischer Innenminister im Kabinett V. P. Singh. Er war der erste Muslim seit der Unabhängigkeit auf diesem wichtigen Kabinettsposten. Fünf Tage nach seinem Amtsantritt als Minister wurde seine Tochter Rubaiya am 8. Dezember 1989 in Kaschmir von Extremisten entführt. Am 13. Dezember 1989 wurde Rubaiya Sayeed unverletzt im Austausch gegen die Freilassung von fünf inhaftierten Kaschmir-Terroristen wieder freigelassen.
Nach dem Sturz der Regierung V. P. Singh schloss sich Sayeed unter Premierminister P. V. Narasimha Rao (ab 1991) erneut der Kongresspartei an. Nachdem Sonia Gandhi 1998 die Führung der Kongresspartei übernommen hatte, fühlten sich Mohammed Sayeed und seine Tochter Mehbooba, die als Abgeordnete ebenfalls in der Kongresspartei aktiv war, nicht genügend durch die Führung der Kongresspartei ernst genommen. Sie erklärten daraufhin 1999 beide ihren Austritt aus der Kongresspartei und Sayeed gründete am 28. Juli 1999 eine neue Partei mit dem Namen Jammu and Kashmir People’s Democratic Party (JKPDP). Zur Begründung der Neugründung hieß es, dass der Friedensprozess in Jammu und Kashmir intensiviert und ein bedingungsloser Dialog mit den Separatisten begonnen werden müsse. Den Kaschmiris solle eine echte Alternative zur dominierenden JKNC geboten werden.
Nach der Parlamentswahl in Jammu und Kashmir 2002 amtierte Mohammed Sayeed von 2002 bis 2005 als Chief Minister mit einer Koalition aus JKPDP und Kongresspartei. Während seiner Amtszeiten als Chief Minister überlebte er mehrere gegen ihn gerichtete Bombenattentate kaschmirischer Terroristen. Die Parlamentswahl 2008 gewann die JKNC und Omar Abdullah wurde Chief Minister. Bei der folgenden Parlamentswahl 2015 verlor die JKNC zwar deutlich und die JKPDP wurde zur stärksten Partei, nummerisch hatten jedoch JKPDP und Kongresspartei keine Mehrheit im Parlament. Nach längeren Verhandlungen kam es zur Bildung einer Koalitionsregierung aus JKPDP und BJP – eine Konstellation, die vor der Wahl noch für unmöglich erklärt worden war. Die BJP hatte ihren Wahlkampf noch mit dem Slogan geführt, dass sich die Kashmiris von baap-beta (Vater-Sohn) und auch baap-beti (Vater-Tochter) befreien müssten – in Anspielung auf das Duo Farooq Abdullah – Omar Abdullah (JKNC) und das Duo Mohammad Sayeed – Mehbooba Mufti (JKPDP). Außerdem ist die hinduistische BJP traditionell bestrebt, den Sonderstatus Jammu und Kashmirs innerhalb Indiens aufzuheben, während die muslimisch geprägte JKPDP eher bestrebt ist, diesen noch weiter auszubauen. Trotz der ideologischen Differenzen fanden die beiden ungleichen Partner zusammen und am 1. März 2015 wurde der 79-jährige Mohammad Sayeed zum Chief Minister einer Koalitionsregierung aus BJP und JKPDP gewählt.
Am 24. Dezember 2015 wurde der 79-jährige Sayeed in das All India Institute of Medical Sciences-Krankenhaus in Neu-Delhi unter dem Verdacht einer Lungenentzündung und Sepsis eingeliefert. Am 7. Januar 2016 verstarb er auf der dortigen Intensivstation.